# Parco della Memoria e della Pace
Il parco della Memoria e della Pace sorge nella frazione di Fondotoce dove, il 20 giugno 1944, i nazisti fucilarono 43 partigiani, occupa circa 16.000 mq. e comprende un'area monumentale dedicata alla Resistenza. Il complesso è stato realizzato su progetto dell'architetto Alessandro Minali tra il 1962 e il 1964.
Un'alta croce, quale simbolo del sacrificio, domina il luogo quasi a protezione del lungo muro che reca incisi oltre 1.200 nomi di partigiani caduti nelle attuali province di Novara e del Verbano-Cusio-Ossola.
Davanti alla croce è collocata un'urna di granito che contiene ceneri umane provenienti dal campo di concentramento di Mauthausen-Gusen; nell'area un monumento è dedicato a quei prigionieri che non si arresero.
A lato del muro si trova una lapide con i nomi degli ebrei trucidati sulle sponde del lago Maggiore nel settembre 1943.

## Area monumentale
Monumento ai partigiani georgiani 
Il monumento, realizzato dallo scultore georgiano Gia Japaribz nel 1978, fu donato al comitato ANPI per la Resistenza del Verbano e collocato nel Parco; nel 1980 fu dotato di una targa con la quale l'URSS ringraziava la resistenza italiana.
Il suo testo: Ai nostri caduti fratelli italiani-URSS Georgia.
Una seconda targa fu posta nel 1985 dall'Ambasciata dell'URSS, che aveva sede a Milano.
Si tratta di un monumento figurativo e simbolico, in lamiera di bronzo sbalzato.
Un albero, i cui rami sono stati troncati di netto, riprende a germogliare e fa da sostegno a un tralcio di vite sul quale matura un grappolo d'uva, che in Georgia è simbolo di vita e di gioia.
Alla base del tronco un arbusto con spine rappresenta le insidie alla libertà e alla democrazia.
Ulivo della Pace 
Un'aiuola delimitata da cordoli di granito, che ripropongono la figura della stella di Davide a sei punte, è stata ricavata sul prato a sinistra del Muro di Minali. 
Al suo interno cresce l'ulivo piantumato dall'Ambasciatore di Israele in Italia, Yehuda Millo, durante la sua visita ufficiale a Verbania il 12 dicembre 1999 in preparazione del Giubileo del 2000.
L'ulivo, auspicio e simbolo di pace, proviene dalle colline di Gerusalemme, dove numerosi sindaci di città d'Europa furono chiamati nel 2002 a piantumare ulivi come altrettanti simboli e auspici di pace.
Alla cerimonia parteciparono l'allora Sindaco di Verbania Aldo Reschigna e numerose autorità cittadine.
La Croce e l'Urna
Davanti al monumentale muro si innalza una croce di cemento armato, il cui braccio verticale è alto 24 metri.
La croce che, per le popolazioni di fede cristiana, ricorda il sacrificio di Cristo, finalizzato alla redenzione dell'umanità, in questo caso ricorda il sacrificio dei combattenti caduti per il riscatto della Patria dalla dittatura.
La croce è preceduta da un cippo contenente un'urna con le ceneri provenienti dai forni crematori del campo di concentramento di Mauthausen.
Monumento ai caduti nei lager nazisti
Situata all'ingresso del parco, alla sinistra del percorso lastricato, è costituita da 5 lastre di pietre diverse, tipiche della provincia del VCO: granito verde e bianco del Montorfano e rosa di Baveno (che ricevono il tricolore italiano). La lastra posta al centro riporta in bassorilievo l'immagine di due mani che aprono un varco nel filo spinato, e la scritta "non più reticolati nel mondo". Ai lati di questa stele, posizionata nel giugno 1976, sono state aggiunte, nel giugno 1986, altre 4 lastre con incisi i nomi di dissidenti politici, combattenti e internati militari italiani (IMI) deceduti nei campi di internamento e di sterminio nazisti.
Monumento in ricordo dell'Olocausto sul lago Maggiore
Questo monumento, opera dell'artista omegnese Carla Bonecchi, è dedicato al ricordo degli ebrei sterminati dalla follia nazi-fascista sulle rive e nei dintorni del lago Maggiore nel settembre-ottobre del 1943.
Inaugurato nel 2009 è composto da un basamento di cemento su cui sono incastonati dei sassi bianchi - gli "even", le pietre della memoria dei cimiteri ebraici – dal quale si erge una lastra di metallo raffigurante una mano che lascia l'impronta sulla pagina di un libro a chiedere, simbolicamente, una duratura memoria.
Monumento alla Donna nella Resistenza
Il monumento alla Donna e al suo impegno nella Resistenza è stato inaugurato il 22 novembre del 2006 dal Presidente della Regione Piemonte Mercedes Bresso alla presenza di numerosi partigiani e staffette, nonché di Roberto Placido, vicepresidente del Consiglio Regionale del Piemonte e Presidente del Comitato per l'Affermazione dei Valori della Resistenza.
Attiva e fondamentale fu la parte che le donne ebbero nella Resistenza al nazifascismo.
Il progetto di monumento "Alla donna e al contributo che ha dato alla storia" fu presentato da Giorgio Rava alla direzione della Casa della Resistenza nel marzo 2006.
Il monumento vuol rappresentare i valori che la donna ha espresso anche nel territorio del VCO soprattutto la seconda guerra mondiale, durante la guerra di liberazione, dal nazifascismo per l'abbattimento della dittatura e il ritorno della democrazia.
Si tratta di una coppia di stele in acciaio di circa 200 cm, la prima suggerisce, con la sua forma, un volto femminile, con occhi, naso, bocca stilizzati e chioma al vento: è simbolo della presenza femminile nella società. La seconda stele presenta soltanto "in negativo" la silhouette dei capelli ritagliata nella lastra a significare il passaggio di chi, senza lasciar traccia, ha contribuito a plasmare e a far precedere gli eventi della storia. 
Il muro dei caduti
Eretto dinanzi al luogo dove, nel tardo pomeriggio del 20 giugno 1944, furono fucilati 43 resistenti (catturati durante il rastrellamento in Val Grande), questo monumento simbolicamente richiama la pratica della fucilazione e ricorda le numerose esecuzioni perpetrate dai nazifascisti.
Progettato dal partigiano e architetto milanese Alessandro Minali, è disposto parallelamente al canale e perpendicolarmente a tre sentieri lastricati che dalla strada conducono al luogo dell'eccidio.
Per la sua realizzazione, avvenuta negli anni 1962-64, sono stati impiegati cemento armato, marmo rosa di Candoglia e pietra scagliola. Scolpiti in ordine alfabetico, fatta eccezione delle tre file centrali, che ricordano le vittime di Fondotoce, sono riportati i nomi di 1298 caduti della Lotta della Liberazione dell'alto e basso novarese. 
Inizialmente i nazifascisti pensavano che ci fossero molti più partigiani, motivo per cui i soldati tedeschi erano di una quantità numerica più elevata.